# Maria Reiche
Maria Reiche (Dresden, 15 de maig de 1903- Lima, 8 de juny de 1998) va ser una matemàtica i arqueòloga alemanya, coneguda per la seva investigació de les línies de Nazca al Perú. Va estudiar Magisteri en matemàtiques, geografia i llengües a la Universitat Tècnica de Dresden.
El 1932 va començar la seva vida laboral com a cuidadora i mestra dels fills del cònsol alemany a Cuzco (Perú). El 1934 va perdre un dit a causa de la gangrena. Al mateix any va començar a treballar com a professora a Lima i va realitzar diverses traduccions de textos científics. Quan va esclatar la Segona Guerra Mundial, va decidir no tornar a Alemanya.
El 1940 es va posar a treballar com a ajudant de l'arqueòleg estatunidenc Paul Kosok, que havia descobert les línies de Nazca. Cap el 1946 va començar a fer els mapes de les figures de Nazca. Quan Kosok ho va deixar el 1948 ella va continuar la feina i va dibuixar els mapes de l'àrea. Reiche tenia la teoria que els que havien traçat les línies les usaven com a calendari solar i com a observatori per als cicles astronòmics. Com que les línies només es poden veure amb claredat des de l'aire, va convèncer la Força Aèria Peruana perquè l'ajudés en les seves tasques d'inspecció fotogràfica. Va passar la major part del temps sola a la seva casa de Nazca. Va exposar les seves teories al llibre El misteri del desert i va destinar els beneficis obtinguts amb la venda de la seva obra a una campanya per a la preservació del desert i el lloguer de guàrdies i ajudants.
Reiche va voler preservar les línies de Nazca del trànsit amenaçador, l'àrea és a prop de la Carretera Panamericana, i de diversos projectes governamentals, i s'hi va gastar la major part dels diners que tenia. Va convèncer el govern peruà de restringir l'accés públic a aquella àrea. Va fer aixecar una torre prop de la carretera de manera que els visitants poguessin apreciar millor les línies. El 1993 li fou atorgada la Gran Creu de l'Orde del Sol i va esdevenir ciutadana peruana el 1994. L'any següent la UNESCO va declarar les línies Patrimoni de la Humanitat.
La salut de Reiche es va anar deteriorant amb el pas dels anys. Va acabar confinada en cadira de rodes, va patir malalties de la pell i va perdre la vista. En els seus últims anys va patir també la malaltia de Parkinson.

Marie Reiche va morir d'un càncer d'ovari el 1998 en un hospital de l'exèrcit de l'aire a Lima. Fou enterrada prop de Nazca amb honors oficials. La seva antiga residència ha estat convertida en museu.

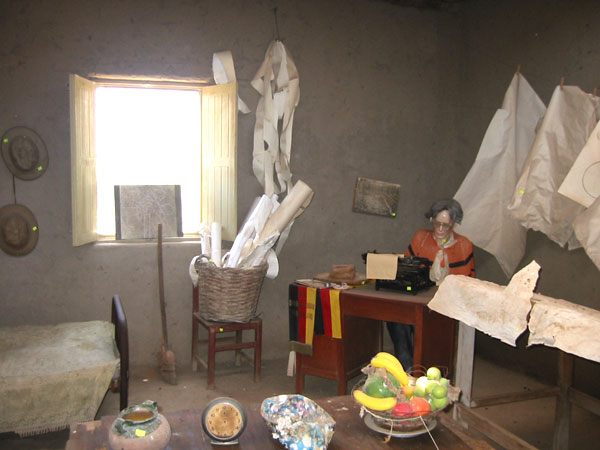
Museu Maria Reiche a Nazca, Perú